# Borlänge
Borlänge est une ville suédoise voisine de celle de Falun (environ à 20 km). Elle est située au nord ouest de Stockholm, dans le comté de Dalarna. Elle est la ville principale de la commune de Borlänge. Environ 41 700 personnes y vivent (près de 50 000 dans la commune).

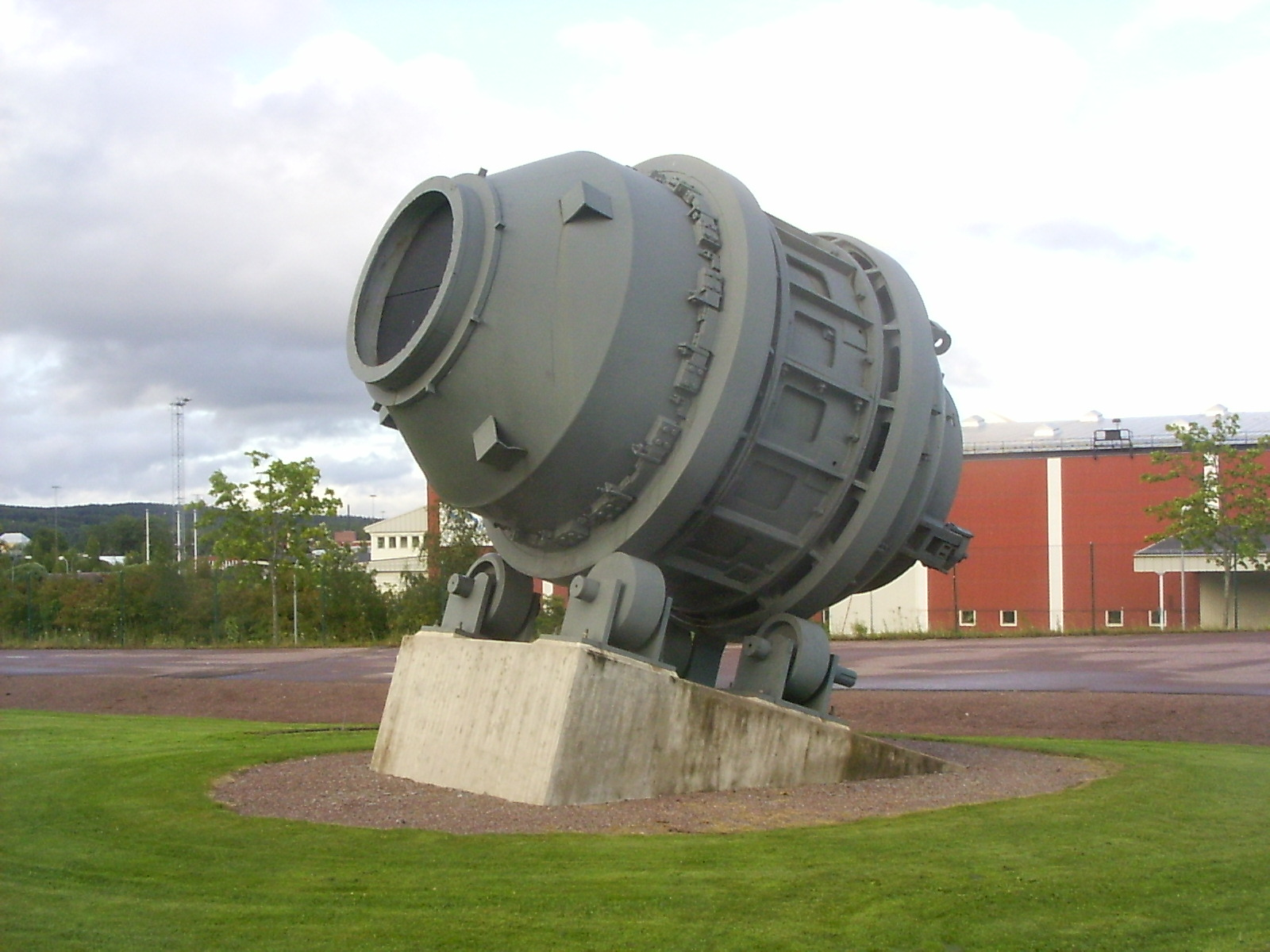
Ancien convertisseur rotatif Kaldo sur ses galets à Borlänge. Il a été mis au point par la société sidérurgique Domnarvets Jernverk SSAB Borlänge.

## Activité économique
Deux grosses unités industrielles sont implantées à Borlänge, une papeterie (Stora Enso) et une aciérie (SSAB). Deux sièges d’organisations nationales s’y trouvent également : les voies ferrées (Banverket) et les routes (Trafikverket) dont les locaux abritent aussi un musée dédié. 
Un centre commercial important, la « Kupolen » (nommée ainsi en raison de sa forme de dôme) a été construit il y a quelques années, visant notamment la clientèle des gens de passage au détriment des commerces du centre-ville. Cela fait de cette ville la référence shopping dans le Dalarna.
Borlänge possède un aéroport (code AITA : BLE).

## Université
Borlänge accueille un des campus de l’Université du Dalarna (Högskolan Dalarna). De nombreuses matières y sont enseignées. L’université y dispose d’un centre spécial dédié à l’énergie solaire, et un autre concernant le LCD[Quoi ?]. Plusieurs cours et masters sont donnés en anglais et attirent les étudiants du programme Erasmus.

### Logement étudiant
Le logement étudiant est géré par la société Tunabyggen. Sur le campus de Borlänge, la plupart des étudiants internationaux sont logés au Locus. Ce bâtiment est équipé de laveries, d'une salle commune, de plusieurs salles de travail, d'une salle de sport et de saunas.

## Personnalités
Lars Frölander (1974-), nageur spécialiste de la nage papillon, champion olympique et neuf fois champion du monde.